# Bufotes cypriensis
Bufotes cypriensis – gatunek płaza bezogonowego z rodziny ropuchowatych występujący endemicznie na Cyprze. Gatunek ten dorasta do około 5,5 cm długości i zasiedla m.in. łąki, stepy i tereny podmokłe. Gatunek bliski zagrożenia (NT) w związku ze stosunkowo niewielkim obszarem występowania oraz spadkiem rozmiarów i jakości jego siedliska.

## Ewolucja i pozycjataksonomiczna
Gatunek ten zaczął różnicować się od pozostałych taksonów Bufotes pod koniec kryzysu messyńskiego (5,33 milionów lat temu), kiedy to basen Morza Śródziemnego został ponownie zalany wodami Atlantyku, co odcięło Cyprowi dostęp do stałego lądu. Do 2019 roku cypryjska populacja Bufotes zaliczana była do gatunku Bufotes sitibundus (uznawanego czasami za podgatunek ropuchy zielonej). Jednakowoż analiza filogenetyczna i biogeograficzna wykazała, że takson ten należy zaliczyć do osobnego gatuku, jako że pomimo braku różnic w mitochondrialnym DNA (mtDNA jest identyczny jak u B. sitibundus w związku z introgresją tych dwóch taksonów, która nastąpiła po końcu kryzysu messyńskiego i możliwa była dzięki dużej tolerancji na zasolenie wody umożliwiającej B. sitibundus dotarcie na Cypr) wykazano różnice w m.in. rozmiarach genomu. Obecnie jego pozycja osobnego gatunku jest akceptowana.

## Informacje ogólne
Jest to najprawdopodobniej najmniejszy gatunek Bufotes w zachodniej Palearktyce. Samce osiągają długość 5,1 cm, a samice 5,46 cm. Od pozostałych gatunków Bufotes, B. cypriensis różni się m.in. węższymi parotydami oraz bardziej krępym ciałem. 
Gatunek diploidalny, liczba chromosomów 2n = 22. 

## Zasięg występowania i siedlisko
Gatunek ten występuje endemicznie na Cyprze, gdzie spotykany jest głównie w północnej i północno-wschodniej części wyspy na wysokościach 0–700 m n.p.m. Zasięg występowania szacowany jest na 14 427 km², jednakowoż liczba ta może być w rzeczywistości mniejsza, gdyż jego występowanie na niektórych obszarach nie zostało potwierdzone.
B. cypriensis zasiedla łąki, stepy, lasy, zarośla oraz tereny podmokłe. 

## Status i ochrona
IUCN klasyfikuje B. cypriensis jako gatunek bliski zagrożenia (NT) w związku z rozmiarami jego obszaru występowania oraz postępującym spadkiem rozmiarów i jakości jego siedliska. Gatunkowi temu zagrażać może rozwój turystyki oraz stosowanie pestycydów. 
Jest to niedawno opisany takson, w związku z czym w jego ochronie pomóc mogą dalsze badania nad jego rozmieszczeniem oraz rozmiarami populacji.